# Indiańscy szyfranci

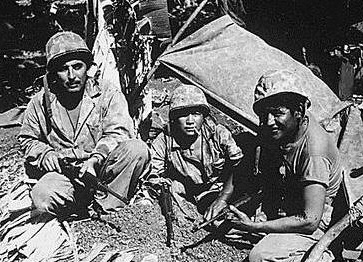
Szyfranci z plemienia Nawaho

Indiańscy szyfranci (ang. code talkers) – specjalnie przeszkoleni amerykańscy żołnierze, głównie z okresu II wojny światowej, pochodzący z indiańskich plemion i posługujący się zakodowanymi słowami z mało znanych indiańskich języków w celu przekazywania zaszyfrowanych informacji i rozkazów.

## Historia
Podczas obu wojen światowych do szyfrowania wojskowych informacji wykorzystywano m.in. szyfrantów z plemienia Czoktawów (ang. Choctaw). Czternastu Czoktawów służących w amerykańskich pododdziałach łączności we Francji pod koniec I wojny światowej posługiwało się przez radio swoim, niezrozumiałym dla Niemców, językiem. Podczas II wojny światowej analogiczną funkcję spełniało 17 łącznościowców z plemienia Komanczów (ang. Comanche). Na przykład fraza posah-tai-vo, znacząca w języku Komanczów szalony biały człowiek, oznaczała Adolfa Hitlera, a ponieważ w ich języku było słowo „samolot”, nie było zaś „bombowca” – ten ostatni nazywali „ciężarnym samolotem”. Zaszyfrowane przez Komanczów w ich własnym języku meldunki z poszczególnych oddziałów polowych trafiały do sztabu, gdzie ich koledzy tłumaczyli je ponownie na angielski.
Jednak największą (i najszerzej znaną obecnie, choć ich rolę upubliczniono dopiero niedawno) grupę indiańskich szyfrantów stanowili Nawahowie (ang. Navajo), których ponad 400 przeszło specjalne tajne szkolenie w tym zakresie. Podczas działań wojennych (głównie w czasie II wojny światowej na Pacyfiku, ale także wcześniej i później) zaszyfrowany język navajo służył do kierowania atakami amerykańskiego lotnictwa, kierowania ruchami wojsk, donoszenia o stanowiskach nieprzyjaciela i przekazywania innych poufnych informacji i rozkazów. W języku Nawahów, który w tym czasie nie był jeszcze przez nikogo spisany, to samo słowo, wypowiadane na różne sposoby, mogło mieć nawet cztery różne znaczenia.
Gdy pierwsza grupa 29 znających dobrze język angielski młodych nawajskich ochotników została przeszkolona z łączności i potwierdziła swą przydatność w warunkach bojowych na Guadalcanal, szybko utworzono kolejne grupy indiańskich szyfrantów. W opracowanym przez nich złożonym systemie nawajskie określenia przyrodnicze oznaczały rozmaite rzeczy i miejsca. Na przykład besh-lo, czyli „żelazna ryba” znaczyło „okręt podwodny”, „ziemniak” – „granat”, a Ne-he-mah („Nasza Matka”) – „Amerykę”. Przy pomocy innych nawajskich słów kodowano litery, z których składały się wojskowe określenia nieistniejące w ich języku. Z wykorzystaniem kilku zespołów nawajskich szyfrantów, którzy w ciągu 48 godzin przekazali bezbłędnie ponad 800 zakodowanych meldunków, przeprowadzona została pomyślnie m.in. cała ważna operacja zajęcia przez Amerykanów Iwo Jimy (a wśród pięciu żołnierzy uwiecznionych podczas słynnej sceny zatykania amerykańskiego sztandaru na Suribachi – najwyższym szczycie zdobytej wyspy – był m.in. Indianin Pima Ira Hayes). Szyfrując pod koniec wojny łącznie 411 określeń, nawajscy łącznościowcy z 3. 4. i 5. Dywizji Marines przyczynili się walnie do zmniejszenia amerykańskich strat i pokonania Japonii na Pacyfiku.

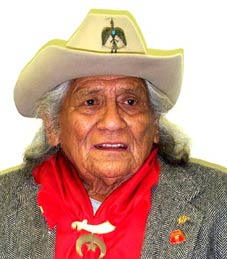
Charles Chibitty, nawajski szyfrant

## Pamięć
Ze względu na swoją specyfikę żaden z kodów opartych na językach tubylczych Amerykanów nigdy nie został złamany, a ukrywany i pomniejszany początkowo wkład indiańskich ochotników w amerykańskie zwycięstwa został w ostatnich latach doceniony i uhonorowany m.in. przez kolejnych prezydentów USA. W 1987 roku prezydent Ronald Reagan ustanowił 14 sierpnia Dniem Nawajskiego Szyfranta. 3 października 1989 roku rząd francuski uhonorował wodza Komanczów za zasługi jego współplemieńców z Korpusu Sygnalistów (ang. Signal Corps) medalem Chevalier de L’Ordre National du Merite. W 1992 roku Pentagon zorganizował specjalną wystawę dokumentującą rolę indiańskich kodów, a w 2001 George W. Bush przyznał złote i srebrne Medale Kongresu grupie kilkudziesięciu tubylczych weteranów-szyfrantów. W 2007 roku w Window Rock odsłonięto pomnik z brązu autorstwa Oreland Joe rzeźbiarza o pochodzeniu Navajo i Ute upamiętniający Indiańskich szyfrantów.
Rolę nawajskich szyfrantów pokazuje m.in. film fabularny Johna Woo Szyfry wojny (ang. Windtalkers, z Nicolasem Cage’em i Adamem Beachem w rolach głównych) z 2002 roku. Z kolei Vincent Craig, syn nawajskiego szyfranta Boba Craiga, nagrał popularną w latach 90. w USA piosenkę Code Talkers. O indiańskich szyfrantach napisała Aleksandra Ziółkowska-Boehm w książce Otwarta rana Ameryki, Wyd. Debit, Bielsko Biała 2007, ISBN 978-83-7167-556-0. W dniu 4 czerwca 2014 roku w wieku 93 lat zmarł Chester Nez – ostatni żyjący twórca szyfrów używanych w II wojnie światowej.
28 maja 2019 zmarł Louis Levi Oakes – ostatni amerykański szyfrant z czasów II wojny światowej z plemienia Mohawków.
W marcu 2025 roku część treści upamiętniających szyfrantów została usunięta ze stron związanych z amerykańską armią, w ramach realizowania rozporządzenia wykonawczego Donalda Trumpa, likwidującego programy DEI.